# Benjamin Anyene
Benjamin Chukwudum Nnamdi Anyene (État d'Imo, Nigéria, 8 juin 1951 - New York, États-Unis, 29 décembre 2019) est un médecin et microbiologiste nigérian. Homme politique, il est un réformateur du système de santé publique au Nigéria. Il a aussi été membre de la Commission de Santé de l'État d'Anambra (2000-2003).

## Biographie

### Débuts
Benjamin Anyene est né dans l'état d'Imo (dans l'ancienne Eastern Region (Nigéria) (en)) au Nigéria,. Il suit des études de médecine à l'université de Lagos (Nigéria) et obtient son MMBS (diplôme de médecine). A l'université d'État de Californie (Fresno), il obtient un B.Sc. en Microbiologie/Biochimie. Il suit des formations au World Bank Institute (en) dans les secteurs du financement, de l'économie et des Réformes de la Santé.
Anyene a été membre du comité Iwuanyanwu qui a levé les fonds nécessaires pour la première participation de l'équipe nationale de football du Nigéria pour sa première participation à une Coupe du Monde de Football aux en 1994 USA FIFA.

### Conseiller en programmes de santé
Anyene avait un hôpital privé avant d'être nommé de 2000 à 2003, membre de la Commission de Santé de l'État d'Anambra,,,. Politiquement, il est un proche associé d'Alex Ekwueme qui sera son mentor politique. Il est membre du directoire du Comité technique de l'Agence de développement nationale de la Santé primaire ( National Primary Health Care Development Agency) entre 2001 et 2003 puis président de ce comité (2013-2015).
De 2004 à 2007, il assiste le professeur Eyitayo Lambo (en) pour implanter son programme de réformes du secteur de la santé. En 2004, il est le principal consultant pour la révision de la politique nationale de Santé. Il intervient aussi dans d'autres sous-secteurs tels que les partenariats Public-Privé en 2005 ou la politique de promotion nationale de la santé (2007) et des Ressources humaines pour la Santé (2008).

Il est devenu conseiller auprès du ministre des règlements, plans et systèmes de développement pour la mise en place du programme de développement organisé par le Département du Développement international (Department for International Development ou DFID) du gouvernement anglais. Il a dirigé le développement du projet de loi sur la santé par l'assemblée nationale et son accord par le président Goodluck Jonathan en 2014. Il a participé à plusieurs programmes de vaccination dont le DFID et le programme du gouvernement norvégien pour la relance de la vaccination de routine et la santé maternelle, néonatale et infantile dans le nord du Nigéria comme conseiller en politique et vaccination entre 2008 et 2014.

### Conseiller en politique de santé publique
Comme président du HERFON (Health Reform Organisation of Nigeria), Anyene a participé à réformer le secteur de la santé publique au Nigéria. Il a été président de commission des finances du programme national de vaccination (National Immunization Financing Task Force Team ou NIFT) qui a eu pour rôle de produire suffisamment de vaccins au Nigéria pour pouvoir vacciner sa populations et en exporter dans les pays voisins,. Il a encouragé le ministre des Sciences et Technologies, le Dr. Ogbonnaya Onu à investir dans ce domaine.
Il propose en 2016 d'encourager des formations obligatoires durant l'éducation civique pour la réponse aux urgences de santé (devant les risques infectieux) et notamment lors de l'année de service civique obligatoire (National Youth Service Corps). Il a aussi été président de la coalition pour la réforme du Secteur de la santé (Health Sector Reform Coalition ou HSRC),.
Il a siégé comme vice-président de la White Ribbon Alliance Nigeria pour la santé maternelle, membre du comité des vaccins et de l'immunisation de l'Académie des sciences vaccinales du Nigéria. Il a été un des fondateurs du NPHD, organisation pour le développement et la Santé au Nigéria, et son président.

### Vie privée
Le Dr Benjamin Anyene et son épouse Ngozi K. Anyene ont eu quatre enfants.
Le 3 juin 2012, il perd au moins 6 membres de sa famille dans le crash du Vol Dana Air 992 (son frère, sa belle-sœur, leurs enfants et neveux),.
Benjamin Anyene est mort le 29 décembre 2019 à New York et a été enterré à Ndiowu dans l'Orumba Nord au Nigéria,,. Ses funérailles ont été célébrées par l'évêque anglican Samuel Ezeofor en présence de nombreux membres de la politique et de la médecine dont les anciens gouverneurs de l'État d'Anambra, Peter Obi et Virginia Etiaba, l'ancien secrétaire d'état d'Anambra, Oseloka H. Obaze (en), l'ancien gouverneur de la Banque Centrale du Nigeria, Charles Chukwuma Soludo (en) et le membre du PPA, Godwin Ezeemo.

## Rotary club
Benjamin Anyene a été membre puis président du club Rotary du Tin Clan Island au Nigéria. Avec ce club, il a été membre du comité Polio Plus chargé de la vaccination anti-poliomyélite,.